# أيب سكيب أكاديمي
أيب سكيب أكاديمي (بالإنجليزية: Ape Escape Academy)‏، هي لعبة فيديو يابانية من نوع لعبة حفلات، تم تطويره من ستوديو شيفت، ونشرها سنة 2004، وتعمل حصراً لمنصة بلاي ستيشن بورتبل.